# Salakkasaari (ö i Södra Savolax, Pieksämäki, lat 61,79, long 27,63)
Salakkasaari är en ö i Finland. Den ligger i sjön Rautjärvi och i kommunen Jockas i den ekonomiska regionen  Pieksämäki ekonomiska region  och landskapet Södra Savolax, i den södra delen av landet, 230 km nordost om huvudstaden Helsingfors. Öns area är 0,3 hektar och dess största längd är 90 meter i nord-sydlig riktning.